# Australopericoma abnormalis
Australopericoma abnormalis és una espècie d'insecte dípter pertanyent a la família dels psicòdids.

## Descripció
- Les antenes del mascle adult fan entre 1,22 i 1,35 mm de llargària, mentre que les ales li mesuren 2,33-2,65 de longitud i 0,82-0,92 d'amplada.
- Les femelles adultes tenen antenes entre 1,32 i 1,38 mm de llargada i ales de 2,41-2,68 de longitud i 0,82-0,89 d'amplada.[4]

## Distribució geogràfica
Es troba a Sud-amèrica: Veneçuela.